# Kageneckia oblonga
Kageneckia oblonga, también llamado bollén, guayo, huayo o huayu, es un pequeño árbol endémico de Chile que crece entre las regiones de Coquimbo y La Araucanía. Habita en terrenos agrestes cerca de las quebradas. Ejemplos de su presencia se encuentran mayormente en la zona central de Chile en el parque nacional La Campana y Cerro La Campana. En el límite boreal de su distribución, la Kageneckia oblonga forma parte de las comunidades vegetales de la zona del Cerro Santa Inés, en la Región de Coquimbo.

## Descripción
Es un árbol o arbusto glabro, de 2 a 10 m de alto. Hojas simples, de 3 a 6 cm de largo, de borde aserrado glanduloso, coriáceas (con consistencia como cuero). Flores dioicas, las masculinas en panojas axilares, las femeninas solitarias o en panojas laxas.

### Floración
Durante los meses de septiembre a diciembre.

### Fruto
Cápsula estrellada leñosa de 5 secciones y de 2 a 3 cm de diámetro. Semillas con una pequeña ala que ayuda a su dispersión.

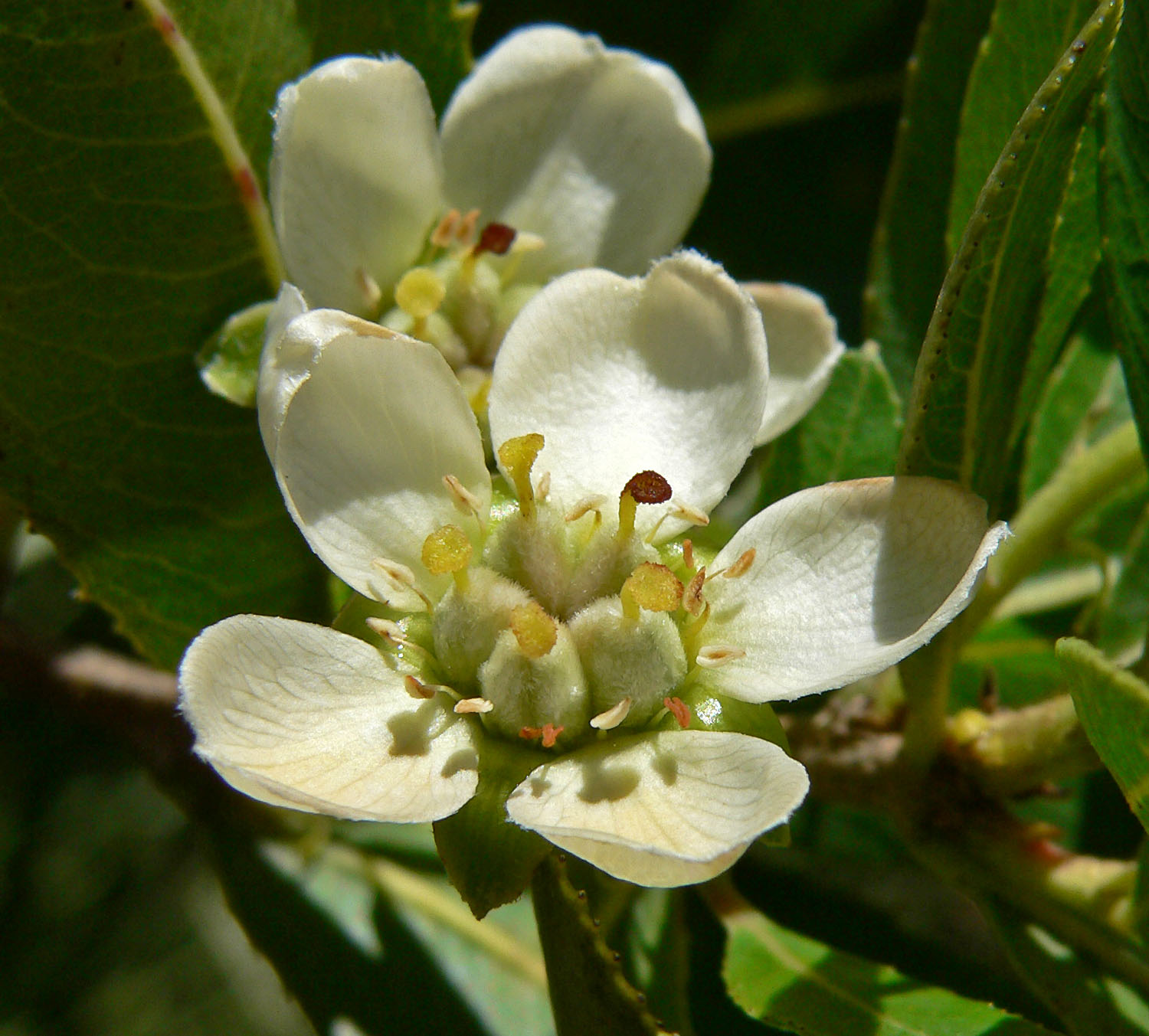
Flor de Bollén
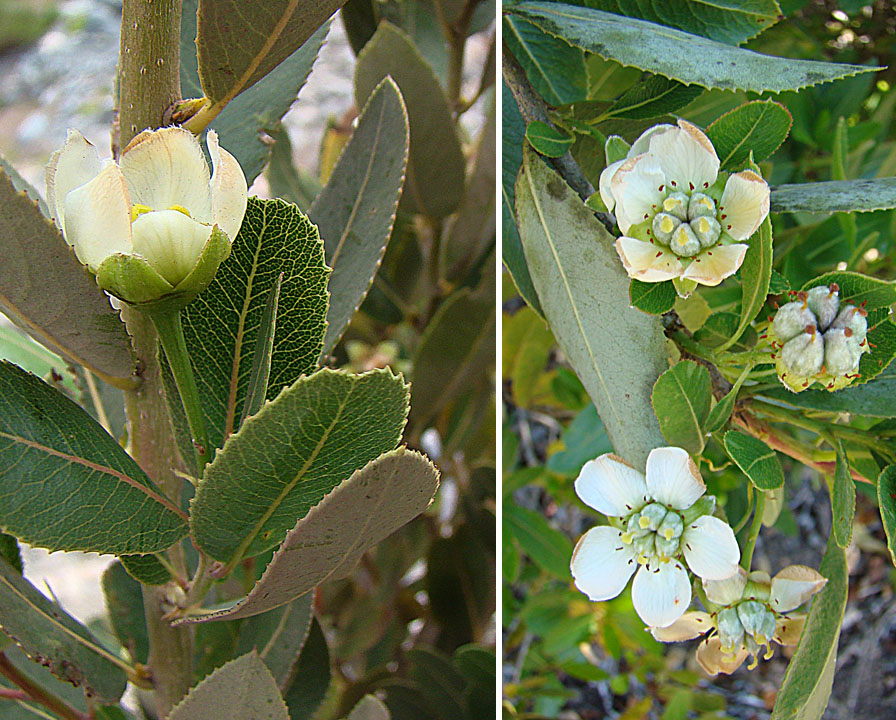
Flores y hojas de Bollén
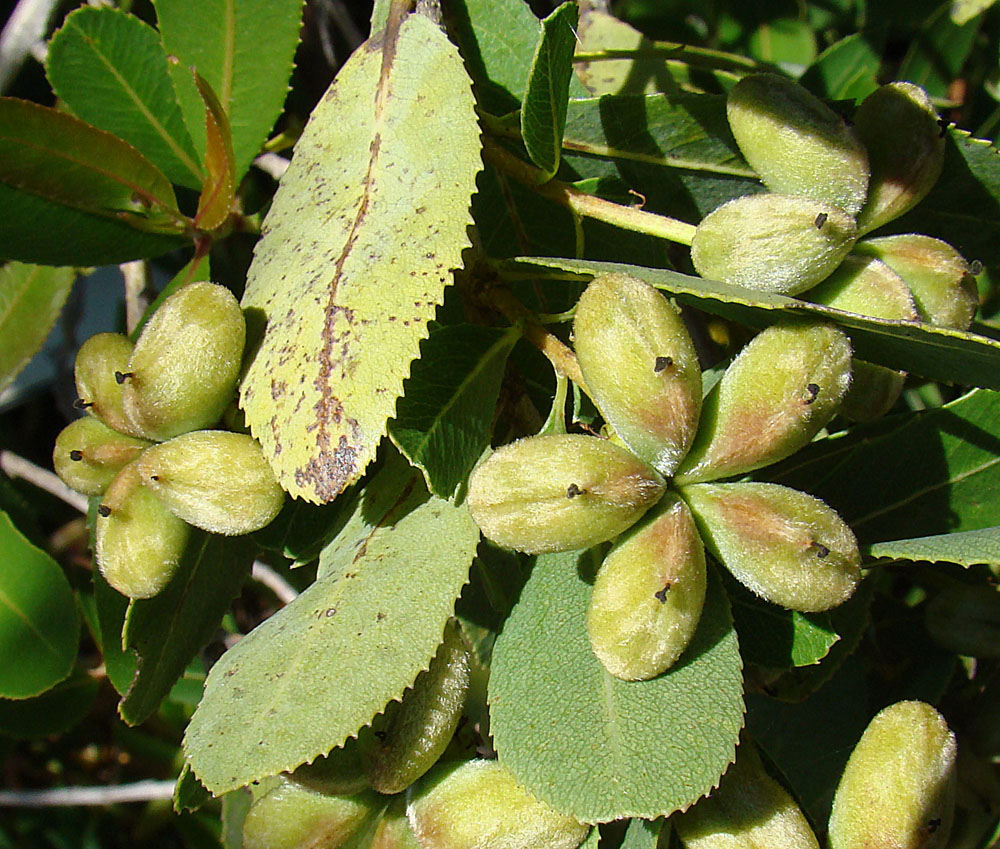
Fruto (cápsula) de Bollén

### Usos
Como laxante y control de vómito.

## Etimología
Kageneckia, en honor al conde Frederick von Kageneck, embajador austriaco en Madrid en el siglo XVIII. Oblonga, hace referencia a la forma de las hojas.